# Соловейко-свистун
Солове́йко-свисту́н (Larvivora sibilans) — вид горобцеподібних птахів родини мухоловкових (Muscicapidae). Мешкає в Азії.

## Опис

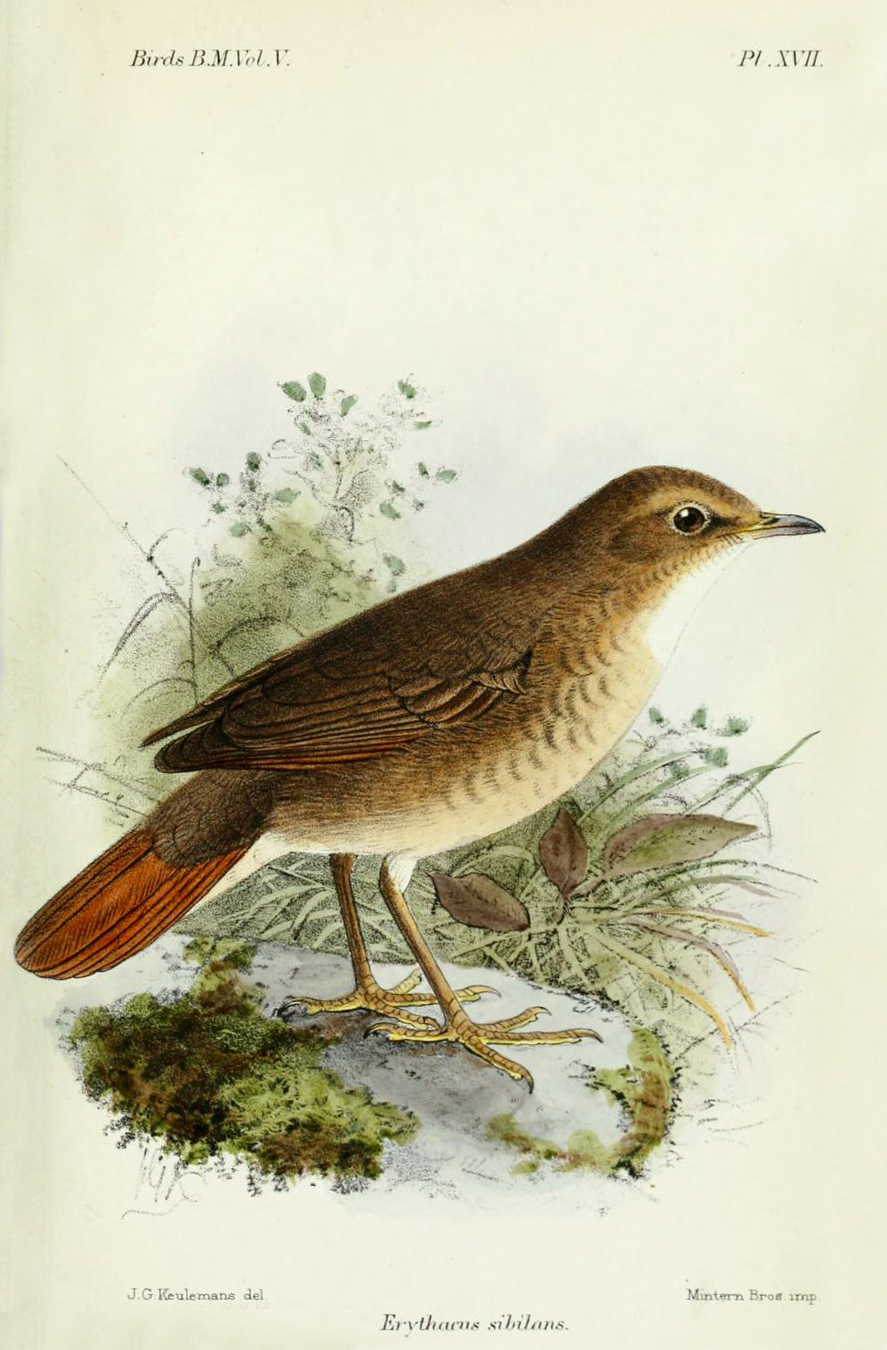
Соловейко-свистун

Довжина птаха становить 14 см. Верхня частина тіла сірувато-коричнева, нижня частина тіла сірувато-біла, горло і груди сильно поцятковані великими круглими плямами, що формують лускоподібний візерунок. Налхвістя і хвіст яскраво-руді, боки охристі. Навколо очей білуваті кільцяЮ на щоках яскраво виражені охристі "вуса". Дзьоб коричнювато-чорний, лапи рожевувато-сірі. Самиці можуть бути дещо меншими і блідішими за самців, однак загалом виду не притаманний статевий диморфізм. Забарвлення молодих птахів подібне до забарвлення дорослих птахів, однак верхня частина тіла у них має охристий відтінок, а пера на ній мають темні краї.

## Поширення і екологія
Соловейки-свистуни гніздяться в Центральному і Східному Сибіру, на Далекому Сході Росії, на Сахаліні і Курильських островах. Наприкінці серпня вони мігрують до Південного Китаю і північного Індокитая, повертаються на північ в травні-червні. Бродячі птахи спостерігалися також на Тайвані, в Європі і на Алясці. Соловейки-свистуни живуть в густому підліску тайги, хвойних і мішаних лісів, в місцях з великою кількістю повалених дерев і хмизу, переважно в рівнинах, місцями на висоті до 1200 м над рівнем моря. Зимують в лісах, чагарникових заростях, парках і садах.
Соловейки-свистуни живляться комахами, зокрема мурахами і жуками, павуками та іншими безхребетними, яких шукають серед лісової підстилки. Гніздування у них відбувається в червні-липні. Гніздо чашоподібне, розміщується близько до землі, часто в дуплі дерева. В кладці 5-6 яєць.